# Salvatore Antibo
Salvatore Antibo, född den 7 februari 1962 i Altofonte, Italien, är en italiensk långdistanslöpare.
Antibo tog OS-silver på 10 000 meter vid friidrottstävlingarna 1988 i Seoul. 